# Riekoperla darlingtoni
Riekoperla darlingtoni é uma espécie de insecto da família Gripopterygidae.
É endémica da Austrália.